# Osu!
《osu!》是一款Microsoft Windows平台上的節奏遊戲。它使用.NET Framework中的C♯編寫，後來陸續推出Mac OS、iOS、Android、Windows Phone等平台。遊戲機制的設計借鑒了《押忍！戰鬥！應援團》、《精英节拍特工》、《太鼓達人》、《O2Jam》和《DJMax》等遊戲。其名字由來為《押忍！戰鬥！應援團》的「押忍（おす）」。

## 遊戲系统

### 遊戲模式
osu!中包含了「osu!」、「osu!taiko」、「osu!CatchtheBeat」以及「osu!mania」四種遊戲模式。

#### osu!
由於這個模式和遊戲同名，需區分時又稱osu! Standard或簡稱「osu!std」。這是《osu!》中最早開發的模式，也是遊戲社群中最主要玩法，遊戲中隨著音樂節奏，用游標在合适的时机點擊譜面上的點擊圈圈、拖曳滑條和旋轉轉盤，玩法和NDS上的《應援團》（英文版为《精英节拍特工》）相同。遊玩中會需要移動游標以及點擊，移動游標的手段包含滑鼠、數位繪圖板、軌跡球等等，點擊的手段則是包含鍵盤、滑鼠、數位繪圖板或觸控螢幕等設備進行操作，通常需要雙手並用遊玩。

#### osu!Taiko
又名為太鼓模式，命名也正是取自日本傳統的打擊樂器太鼓。遊玩方式與太鼓之達人相似，玩家需要隨著音樂節奏，根據螢幕上出現的指示在適當的時機敲擊，玩家需要用鍵盤上設定的四個按鍵模擬鼓棒敲擊鼓面的四個動作或是使用更接近實際敲鼓的太鼓模擬器（如Wii所推出的Wiimote和TaTaCon）。
在2015年5月，愛好者開發了非官方的Android版本，稱為“T-Aiko!”，並且在同年11月推出iOS版本。

#### osu!CatchTheBeat
简称CTB或osu!catch模式，在中文玩家群中也被稱作"接水果"模式。螢幕顶端會掉下許多水果，玩家需要操作角色接住從天而降的水果。通過鍵盤的左右方向鍵移動角色，按住左鍵或Shift可加速移動。當兩個水果跨度過大時系統會自動加速且背景會有紅色的閃光效果。

#### osu!mania
由osu!玩家woc2006研发，借鉴《O2Jam》，《DJMax》以及《Beatmania》的游戏模式，于2012年10月中旬上线。此模式游玩时会有音符或滑条从屏幕上方不同位置落下，玩家需要在特定时间按下或按住对应键位。

### 計分與加分參數
一張譜面的難度，主要來自於四個量化過的參數，圓圈大小（Circle Size）、漸近速度（Approach Rate）、判定難度（Overall Difficulty）、生命值排放量（HP drain rate），再加上譜面的時間長短、物件的排列方式等，有了這些數值，電腦會計算出該譜面的難度，並量化成星星數（難度）給玩家參考，但有时存在计算失误，导致星数虚高或虚低。

#### 遊戲修改器（Game Modifiers）
簡稱為Mods，是遊戲中讓譜面增加或減少難度的選擇之一，並且依照當下的遊玩模式以及開啟的遊戲修改器，給予不同的分數加成或是折扣。
其中有的修改器影響的僅僅只是難度( HardRock 、DoubleTime )，有的則是會透過隱藏(Hidden、FlashLight)來考驗玩家的記憶力，另外也有一些不予計分的特殊模式，讓玩家單純享受音樂或是背景動畫。
由於幾乎所有常用的修改器都有了簡稱，所以不開啟修改器的遊玩方式也有了一個簡稱-----NoMod（NM）。

## 譜面與排名
譜面（Beatmap）又稱圖譜，是根据歌曲制作的不同游戏关卡，玩家可以在官网下载《osu!》的谱面，所有谱面都由玩家自制上传。游玩特定被社区审核的谱面时，玩家可以上传自己的成绩获得在游戏中的排名。

### 排名系統
《osu!》目前主要有兩套排名系統，分別是分數排名以及表現排名，在表現排名加入成為《osu!》中最主要的排名系統後，它也成為了遊戲中的一大特色。

#### 分數排名（Score Ranking）
俗稱為曲榜或圖榜，每次結束一張譜面所結算的分數，都會依照分數高低，排列出打過該譜面的所有線上玩家。
在osu!中，分數與連擊數、四個遊玩難度參數、譜面時間長短、轉盤等等都有直接關係。
其計算方式是在每一次的點擊後計算出一個分數，這些分數全部累加起來就是遊玩該譜面所得到的總分，並且透過該總分做為排名依據。

#### 表現排名（Performance Ranking）
表現排名，俗稱為PP榜，相當龐大，幾乎所有玩家都被列入排名中，所以也被直接稱為世界排名。
起初並不是《osu!》官方內建，在納入官方系統前，原本的名稱為osu!tp，是由玩家Tom94製作的新排名系統，其目的在於讓玩家排名的實力更貼近真實情況，2014年，正式收入官方系統中。
計算所使用到的參數和分數排名大致雷同，但是公式大不相同。
計算出玩家從該譜面取得的表現點數（Performance Points，簡稱為PP），系統會依照該玩家的遊玩歷史中，表現點數最高的前一百張譜面去做加權，最終的總和就是排名的依據。
這兩個排名系統確實讓一部分的人誤會認為，玩家在譜面分數的高低排列，在表現分數上也會是如此，但實際上不然，以下就是一個例子。以下三位玩家先後都有遊玩同一張譜面“Remote Control”的同一個難度，並且使用了同樣的遊戲修改器(HD,DT)，但是在遊玩過程中的連擊數和命中率上有一點點的差別，進而產生了這樣的的結果。
| 遊戲ID   | 連擊數 | 命中率 | 譜面分數 | 表現分數 |
| -------- | ------ | ------ | -------- | -------- |
| Cookiezi | 652    | 99.86% | 10677813 | 583      |
| rrtyui   | 651    | 98.33% | 10520461 | 516      |
| hvick225 | 649    | 98.47% | 10509037 | 520      |

（2018年8月30日）(HD = Hidden ,DT = Double Time)

## 營運狀況

### 簡介

當時osu!2007年9月版本。

《osu!》是在2007年由peppy和身邊的朋友一起製作的小遊戲，遊戲名为ouentest，僅有osu!模式，遊戲畫面、特效和歌曲譜面完成度不高。
2008年，加入Taiko和CTB（CatchTheBeat）。
2010年，舉辦第一屆osu! World Cup，並且持續至今，成為《osu!》每年最受矚目的活動之一。此外，另外三個模式也在後續幾年開始舉辦大型比賽。2012年，osu!mania加入遊戲成為第四個遊玩方式。同年，peppy在社群中發起在地化計畫，目前完整翻譯的語言已達30種，翻譯持續進行中。
2013年3月，遊戲介面大幅度更新。2016年5月，宣布《osu!》的遊戲程式將逐步邁入開源。目前osu!的作者Dean "peppy" Herbert已經於GitHub放出osu!lazer（即开发中的osu!未来版本）的原始碼。

### 運作資金
來源大多為玩家的捐款以及osu!store的周邊商品銷售。玩家可以在osu!官網上透過捐款固定金額解鎖更多的功能。

### 其他平台
在2008年9月，《osu!》官方宣布開發iPhone/iPod touch平台的版本。接著在2009年1月透過Cydia發布。
在2014年9月，愛好者開發了非官方的Windows Phone版本（支援WP7、WP8），稱為“osu!WP”。
在2015年2月，愛好者開發了非官方的Android版本，稱為“osu!droid”

#### osu!stream
osu!stream的遊玩方式中，除了繼承osu!的四個模式，也增加了新的圈圈類型和模式。
這個模式的遊玩方式與其他版本稍有不同，其中最明顯的一點在於，此版本不允許玩家遊玩自製的譜面，僅能從商店下載指定的譜面遊玩。在2011年1月8日，《osu!》官方發布了App Store版本。
在2014年1月3日，osu!stream因版權問題從App Store下架。
在2014年1月28日，重新上架。
在2020年2月26日，作者進行了最後一次更新,並且將所有曲包免費開放下載(停更)。
在2022年12月14日，《osu!》官方發布了Google Play版本。

## 評價
- 2015年，Jeuxvideo.com为《osu!》在20分满分的评分中给出18分，并做出正面评测，夸赞了其易上手的玩法和丰富的社区内容，但批评了游戏的高入门门槛（high skill floor）以及游戏玩法不原创，同时认为社区内日本音乐的盛行太「过分」（excessive）了[19]。
- 知名實況主PewDiePie在實況中說：那遊戲真讚，我真不敢相信這是免費的，而且真的是個好遊戲，看起來後面有個很棒的社群。MMOHuts給《osu!》的結論為Good[20]。
- Free to Play Review以10/10的高分，將《osu!》評價為Epic Game[21]。